# Владимирская (Краснодарский край)
Влади́мирская — станица в Лабинском районе Краснодарского края. Административный центр Владимирского сельского поселения.

## География
Станица расположена на реке Кукса (правый приток Лабы) в 5 км южнее города Лабинск. Железнодорожная станция Владимирская на ветке Курганинск — Псебай.

## История
Станица основана в 1848 году. По Географическому атласу Российской Империи В. П. Пядышева 1820—1827 гг., до этого на месте станицы располагалось селение Эль-Мурзы.
Входила в Лабинский отдел Кубанской области. Владимирская станица Кубанской области Лабинского отдела, верстах в 10 к Ю. В. от Лабинской станицы. Земли в общинном пользовании — 20125 дес.; 11 хуторов; 1328 жилых домов, 1202 дворовых места; жителей 7823 (1890), 3987 мужского пола и 3836 женского пола; 1 церковь, 1 училище, 6 лавок, 2 питейных заведения и духан, 15 водяных мельниц, 1 маслобойный завод, 2 канатных, 3 бондарных и 12 инструментальных.

## Население
| 1939 | 1959  | 1979  | 2002  | 2010  | 2021  |
| ---- | ----- | ----- | ----- | ----- | ----- |
| 7830 | ↘6978 | ↘6385 | ↗7185 | ↗7217 | ↘6351 |

Бо́льшая часть населения станицы — русские (89,8 %), проживают также армяне (6,3 %) и др.

## Люди, связанные со станицей
- Замерцев, Иван Терентьевич (1899—1981) — советский военный деятель, генерал-майор.